# مربب

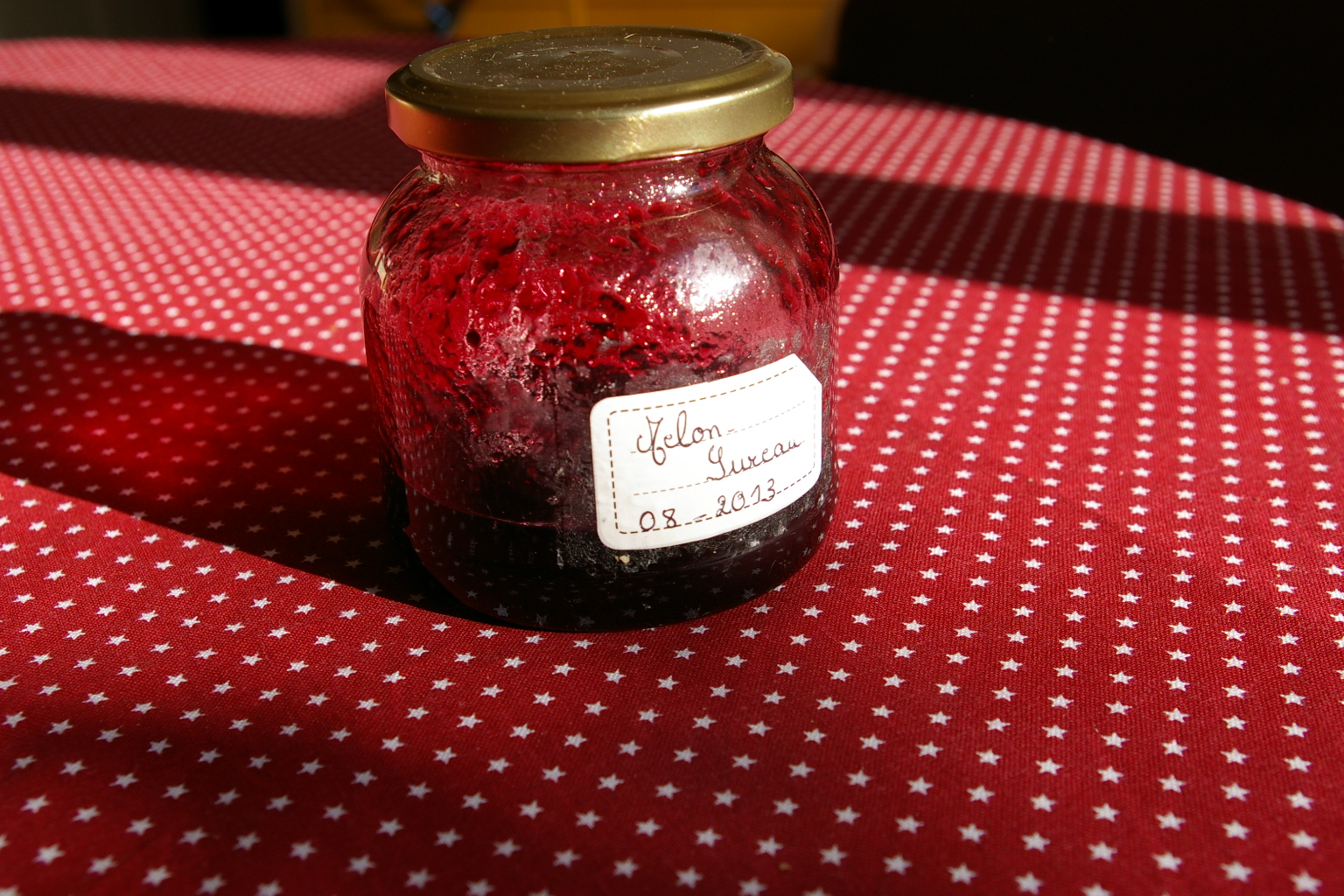
مربب نبات البلسان

المُربَّب أو المُربَّى أو الفاكهة المحفوظة أو الكُنفِتور (بالفرنسية: confiture) هي أي نوع من مربى الفاكهة، المرملاد، المعجون، الحلوى، الفواكه المطبوخة في شراب سميك. أصل الكلمة الفرنسية هو "Confit"، والذي يستمد من الفعل الفرنسي "Confire" والذي يعني حرفياً «المحفوظ»؛ المُربَّب هو أي نوع من الطعام المطبوخ ببطء لفترة طويلة لحفظه.